# 人目
| ウィキペディアには「人目」という見出しの百科事典記事はありません（タイトルに「人目」を含むページの一覧/「人目」で始まるページの一覧）。 代わりにウィクショナリーのページ「人目」が役に立つかもしれません。 |